# Latch (singolo)
Latch è un singolo del duo britannico Disclosure, pubblicato l'8 ottobre 2012 come primo estratto dal primo album in studio Settle.

## Descrizione
Inizialmente, i Disclosure pensavano che Latch fosse "inadatta sia per la radio che per la discoteca" a causa del suo ritmo giudicato dal duo "troppo house per la radio ma troppo lento per la discoteca". La canzone infatti è costruita su un ritmo di 6/8, e non 4/4, il tempo più comunemente nella musica house o "da discoteca".
Il singolo ha visto la collaborazione del cantautore britannico Sam Smith.
Sam Smith ha dichiarato di essere stato inizialmente titubante ad unirsi al progetto. In un'intervista con KISS FM UK, ha dichiarato:
"Ricordo di aver sentito Latch e non sapevo nemmeno se fosse bello o meno, perché non conoscevo affatto la musica elettronica o dance. Semplicemente non faceva per me, non mi ci ero mai avvicinato prima."
La canzone è anche presente, in versione acustica, nell'edizione deluxe del disco In the Lonely Hour, esordio discografico di Sam Smith.

## Video musicale
Il videoclip è stato pubblicato il 9 ottobre 2012 sul canale YouTube del duo.

## Accoglienza

### Critica
Jamieson Cox sul sito di recensioni The Verge ha lodato la canzone definendola una "canzone che deve fare da modello per tutti i brani dance pop di questo decennio. Non esiste una canzone perfetta, ma Latch ci va vicino: è piacevole, accattivante e d'impatto."
Il New York Times ha invece considerato il brano "una tra le canzoni meno caratteristiche" del duo dei Disclosure, definendolo "meno chillout, più ambiziosa, più audace e orientata verso il pop, con la voce potente di Sam Smith".

## Successo commerciale
Nella madrepatria degli artisti, il Regno Unito, la canzone ha venduto oltre 1.800.000 copie, venendo certificata disco di platino tre volte dalla BPI. Nonostante ciò, Latch non è mai entrata nella top 10 dell'Official Singles Chart per poco (ha toccato il picco alla posizione 11), e perciò è uno dei singoli più venduti negli UK a non aver raggiunto la top 10 di tale classifica.
Negli Stati Uniti la canzone si è rivelata un successo strepitoso, tanto da raggiungere la posizione n° 7 nella Billboard Hot 100 nell'agosto 2014. Latch rappresenta il primo singolo per i Disclosure e il secondo per la carriera di Sam Smith ad aver raggiunto la top 10 negli Stati Uniti.
Il brano ha anche raggiunto la top 10 in Canada, Francia e Italia, dove è stato certificato due volte disco di platino dalla FIMI.

## Riconoscimenti
Nel 2022, la rivista statunitense Rolling Stone ha inserito Latch nella posizione numero 10 della sua lista delle "200 migliori canzoni dance di tutti i tempi".

## Tracce
Download digitale
1. Latch (feat. Sam Smith) – 4:16

Download digitale - Remixes
1. Latch (T. Williams Club Remix) – 4:07
2. Latch (Jamie Jones Remix) – 6:31

Vinile 12"
1. Latch (feat. Sam Smith) – 4:16
2. Latch (T. Williams Club Edit) – 4:07

## Classifiche
| Classifiche (2012-14) | Posizione massima |
| --------------------- | ----------------- |
| Australia             | 47                |
| Belgio (Fiandre)      | 22                |
| Belgio (Vallonia)     | 36                |
| Canada                | 6                 |
| Danimarca             | 13                |
| Francia               | 8                 |
| Irlanda               | 35                |
| Nuova Zelanda         | 39                |
| Paesi Bassi           | 60                |
| Regno Unito           | 11                |
| Repubblica Ceca       | 27                |
| Slovacchia            | 15                |
| Stati Uniti           | 7                 |
| Svezia                | 30                |

### Classifiche di fine anno
| Classifica (2013) | Posizione |
| ----------------- | --------- |
| Belgio            | 51        |
| Regno Unito       | 95        |
| Classifica (2014) | Posizione |
| Canada            | 38        |
| Stati Uniti       | 28        |